# جائزة إسبانيا الكبرى 2003
جائزة إسبانيا الكبرى 2003 (بالإنجليزية: 2003 Spanish Grand Prix)‏ هو سباق فورمولا 1 أقيم في حلبة دي كاتلونيا، برشلونة، إسبانيا. كان الخامس من أصل 16 في بطولة العالم لسباقات الفورمولا واحد موسم 2003. حلّ الألماني مايكل شوماخر أولا بينما جاء الإسباني فرناندو ألونسو في المركز الثاني وحصل على المركز الثالث البرازيلي روبنز باركيلو.